# Midnight Carnival
Midnight Carnival è un singolo del cantautore e rapper italiano Achille Lauro, pubblicato il 6 aprile 2018 come quarto estratto dell'album Pour l'amour, sotto le etichette di No Face Music e Sony Music.

## Video Musicale
Il video musicale del brano è uscito il 5 aprile 2018 sul canale YouTube di Achille Lauro, diretto da Andrea Labate. Nel video sono presenti dei ragazzi che, coperti da una maschera bianca, eseguono diversi atti di vandalismo.

## Tracce
1. Midnight Carnival (prod. GowTribe & Boss Doms) – 3:05